# Staats- und Wirtschaftspolitische Gesellschaft
Die Staats- und Wirtschaftspolitische Gesellschaft (SWG) ist ein eingetragener Verein mit Sitz in Hamburg. Zweck des Vereins ist die Durchführung staatsbürgerlicher Bildungsarbeit. Dieses Ziel soll vor allem durch Vortragsveranstaltungen und Publikationen erreicht werden. In Vorträgen und Publikationen der SWG werden u. a. geschichtsrevisionistische Themen behandelt. Der Verein wird seit Juni 2023 vom Hamburger Landesamt für Verfassungsschutz als „gesichert rechtsextremistisch“ beobachtet.

## Geschichte und Sitz
Die SWG wurde am 9. April 1962 in Köln von Hugo Wellems, Chefredakteur der DP-Parteizeitung Das Deutsche Wort und ehemals Pressereferent in Goebbels Ministerium für Volksaufklärung und Propaganda, gemeinsam mit dem damaligen CDU-Bundestagsabgeordneten Artur Missbach und dem Publizisten Karl Friedrich Grau (CSU) gegründet. Wellems war bis zu seinem Tod 1995 Vorsitzender der SWG, sein Nachfolger wurde Brigadegeneral a. D. Reinhard Uhle-Wettler. Ab April 2008 war der Rechtswissenschaftler Menno Aden Vorsitzender der Gesellschaft, gefolgt von Bundeswehr-Oberst a. D. Manfred Backerra, 2015–2020. Seit Oktober 2020 ist Stephan Ehmke Vorsitzender der SWG.
1973 verlegte die SWG ihre Geschäftsstelle von Köln (Händelstraße 53) nach Hamburg.

## Finanzierung und Tätigkeiten
Die SWG finanziert sich nach eigenen Angaben über Spenden. Sie ist in Regionalgruppen (sog. „Regios“) gegliedert, ihr geographischer Schwerpunkt liegt in Norddeutschland.
Die Gesellschaft betreibt laut ihrem Selbstverständnis „konservative Bildungsarbeit“ im „vorpolitischen Raum“. Die SWG organisiert in erster Linie Vortragsveranstaltungen über politische, historische, wirtschaftliche und soziale Themen. Ziel der Arbeit der Gesellschaft ist das Werben „für die Vaterlandsliebe […] aus welcher Recht und Freiheit in Staat und Wirtschaft entstehen.“
1975 berichtete der Spiegel, dass die SWG im Bundestagswahlkampf 1972 mit Hilfe von Millionenspenden aus der Wirtschaft anonyme Postfach-Kampagnen gegen Willy Brandt und Walter Scheel durchgeführt habe. Wolfgang Hoffmann berichtete unter anderem von einer Zahlung in Höhe von 382.950 Mark an die SWG vom 9. Oktober 1972.
Mit einer Anzeige in der Tageszeitung Die Welt protestierte die SWG 1999 „nachdrücklich“ gegen die Wehrmachtsausstellung des Hamburger Institutes für Sozialforschung. Die Wehrmacht, so in der Anzeige, „war keine verbrecherische Organisation. Ihre Angehörigen haben in ihrer überwiegenden Mehrheit ehrenhaft gekämpft. Die deutschen Soldaten waren und sind keine Mörder!“
Am 17. Juni 2004 appellierte die SWG an den damaligen Bundespräsidenten Horst Köhler, in Italien einen Gnadenerweis für Erich Priebke zu erwirken.

## Periodikum und andere Publikationen
Von der Deutschen Partei übernahm die Gesellschaft 1962 die 1957 gegründete und 1961 eingestellte Zeitschrift Das deutsche Wort. Sie erschien halbmonatlich und war bis 1973 das offizielle Organ der SWG. In der Nachfolge erschienen anstatt dessen zwei Ausgaben des Deutschland-Kuriers (1973 und 1974). Seit 1975 wurde die Zeitschrift in Deutschland-Journal, Untertitel unabhängige Zeitung für Politik, Wirtschaft und Kultur umbenannt und erschien ab 1978 in monatlicher Auflage. Ende 1990 wurde die Zeitschrift eingestellt. Seit 1991 erscheint als Organ des SWG ein jährliches Heft unter dem Titel Deutschland-Journal – Fragen zur Zeit, das gelegentlich durch Sonderausgaben ergänzt wird. Die Auflage beträgt 5.000 Exemplare.
Die Redaktionsanschrift ist die der Preußischen Allgemeinen Zeitung (ehemals Ostpreußenblatt), deren Chefredakteur Hugo Wellems war. Mit der Jungen Freiheit besteht ein Austausch von Artikeln und Hinweisen auf Veranstaltungen der SWG.
Die SWG publiziert außerdem laufend (meist mehrmals wöchentlich) Texte auf ihrer Internetseite, betreibt seit 2013 einen Facebook-Account und fördert gelegentlich Buchveröffentlichungen zu gesellschaftspolitischen Fragen.

## Resonanz und Kritik
Im Herbst 1999 wollte die SWG den späteren Hamburger Innensenator Ronald Schill neben einer Reihe Prominenter für eine Veranstaltung gewinnen. Schill sagte seinen Vortrag wegen öffentlicher Proteste ab. An seiner Stelle sprach dann Brigadegeneral Helmut Harff, bis kurz zuvor Befehlshaber der deutschen KFOR-Einheiten im Kosovo.
Der ehemalige Hamburger Vize-Verfassungsschutz-Chef Manfred Murck äußerte 2001, bei der SWG bestünden „personelle Überschneidungen“ mit „rechtsextremen Organisationen“. Laut einem Pressebericht 2015 hatte der Hamburger Verfassungsschutz die SWG im Blick, weil auch Rechtsextremisten bei Veranstaltungen aufgetreten seien, so etwa die Rechtsanwältin Gisa Pahl. Laut einem Sprecher des Amtes behält die Behörde „mögliche Bezüge und Kontakte der SWG zur rechtsextremistischen Szene im Fokus“. Offiziell beobachtet werde der Verein aber nicht.
Der Politikwissenschaftler Wolfgang Gessenharter ordnete die SWG 2004 zur Neuen Rechten ein und stellte sie 2008 als ein „wichtiges Scharnier zwischen Konservatismus und Rechtsextremismus“ dar.
Der Staats- und Wirtschaftswissenschaftler Gideon Römer-Hillebrecht schrieb 2009, dass die SWG in ihren Vorträgen und Publikationen häufig geschichtsrevisionistische Themen wie die Relativierung der Schuld Deutschlands am Zweiten Weltkrieg und die Forderung nach Straffreiheit für die Holocaustleugnung behandeln würde.
Die Anwesenheit der mehrfach verurteilten Holocaustleugnerin Ursula Haverbeck-Wetzel auf einer SWG-Veranstaltung in Hamburg 2015 wurde in verschiedenen Medien thematisiert.
Im Juni 2023 stufte das Hamburger Landesamt für Verfassungsschutz die SWG als „gesichert rechtsextremistisch“ ein und stellte sie unter Beobachtung. Die Gesellschaft klagt derzeit gegen die Beobachtung vor dem Verwaltungsgericht Hamburg.

## Referenten
Die nachfolgende Liste (in alphabetischer Reihenfolge) ist nicht vollständig. Die Jahreszahlen in Klammern bezeichnen das Jahr des Vortrags.
| - Helmut Allardt, Diplomat - Arnulf Baring, Politikwissenschaftler, Zeithistoriker - Dirk Bavendamm (2006), Historiker und Übersetzer - Hermann von Berg, ehem. Geheimdiplomat der DDR - Fritz Beske (2009), Mediziner, Staatssekretär a. D. - Martin Blank, FDP-Politiker - Wilhelm von Boddien (2007), Initiator des Wiederaufbaus des Berliner Stadtschlosses - Hellmut Diwald, Historiker, Universität Erlangen-Nürnberg - Hans Filbinger, ehem. Ministerpräsident von Baden-Württemberg - Gerhard Funke, Philosoph, Johannes Gutenberg-Universität Mainz - Alexander Gauland (2015), AfD-Politiker - Klaus Goebel (2007), Historiker, Technische Universität Dortmund - Horst Groepper, Diplomat - Lothar Groppe, Theologe, Publizist - Klaus J. Groth, Publizist - Reinhard Günzel (1999, 2004), ehem. Kommandeur des Kommandos Spezialkräfte (KSK) - Otto von Habsburg, Europapolitiker - Hermann Hagena (2008), Jurist, Experte für Sicherheitspolitik - Adolf Heusinger, erster Generalinspekteur der Bundeswehr - Martin Hohmann, ehem. CDU-Politiker - Herbert Hupka, Vorsitzender der Landsmannschaft Schlesien | - Bernd Kallina, Redakteur beim Deutschlandradio - Heinz Karst, ehem. Vorsitzender der Deutschland-Stiftung - Jörg Kastl, Diplomat - Manfred Kleine-Hartlage, Sozialwissenschaftler, Publizist - Hubertus Knabe, ehem. Gauck-Behörde, Direktor der Gedenkstätte Berlin-Hohenschönhausen - Hans-Helmuth Knütter, Politikwissenschaftler, Universität Bonn - Gabriele Kuby (2011), Soziologin, Publizistin - Roger Kusch, ehem. Hamburger Justizsenator - Hermann von Laer (2008), Volkswirt, Politologe, Soziologe, Universität Vechta - Erik Lehnert, Philosoph, Publizist - Alexandra Maria Linder (2010), Publizistin, Übersetzerin - Gerhard Löwenthal, Publizist - Silvius Magnago, Landeshauptmann von Südtirol - Alfred Mechtersheimer, ehem. Grünen-Bundestagsabgeordneter - Erich Mende, ehem. Bundesminister für gesamtdeutsche Fragen und Vizekanzler a. D. - Hans-Joachim von Merkatz, Bundesjustizminister a. D. - Heinz Nawratil (2004), Jurist, Publizist - Henry Nitzsche (2007), ehem. CDU-Bundestagsabgeordneter - Armin Mohler, Publizist - Ernst Nolte, Historiker, Freie Universität Berlin - Manuel Ochsenreiter, Journalist | - Dirk W. Oetting, Jurist, Publizist - Thomas Paulwitz, Historiker, Journalist - Victor-Emanuel Preusker, ehem. Bundesminister für Wohnungsbau - Olaf Rose, Historiker - Rolf Sauerzapf (2009, 2011), Theologe - Karl Albrecht Schachtschneider (2009), Prof. für Öffentliches Recht, Universität Erlangen-Nürnberg - Hermann Schäfer, Bundesminister für besondere Aufgaben a. D. - Paul Carell, ehem. Pressesprecher des Reichsaußenministers Joachim von Ribbentrop - Wolf Schneider, Journalist, Leiter der Henri-Nannen-Schule - Hans-Joachim Selenz, Prof. der Ingenieurswissenschaften, Manager, Politiker - Dieter Stein, Chefredakteur der Jungen Freiheit - Rolf Stolz, Mitgründer und ehem. Mitglied des Bundesvorstands der Grünen - Karl-Ewald Tietz (2007), Germanist, Pädagoge, Universität Greifswald - Walter Truckenbrodt, Jurist, Diplomat - Sigismund von Braun, Diplomat - Wilfred von Oven, Journalist, Publizist, Dolmetscher; ehem. Pressereferent von Joseph Goebbels, später BND-Agent - Bolko von Richthofen, Prähistoriker - Karlheinz Weißmann, Historiker, Vordenker der Neuen Rechten - Stefan Winckler (2008), Politikwissenschaftler, Zeithistoriker - Alfred de Zayas, Historiker, Völkerrechtler, leitender Beamter und später Experte der UNO - Friedrich Zimmermann, Bundesminister des Innern a. D. |